# 7.8
«7.8» es el cuarto sencillo de un total de seis correspondiente al álbum Here Today, Tomorrow, Next Week! de la banda islandesa The Sugarcubes,de la que formaba parte la cantante y compositora Björk. El mismo fue lanzado en noviembre de 1989.
7.8 estaba compuesto de 8 discos de 7 pulgadas.

## Lista de discos
| Discos de 7.8  | Discos de 7.8              |
| -------------- | -------------------------- |
| 7.1 Birthday   | original: Einn mol' á mann |
| 7.2 Birthday   | 7 TP 7                     |
| 7.3 Coldsweat  | 7 TP 9                     |
| 7.4 Deus       | 7 TP 10                    |
| 7.5 Birthday   | 7 TP 11                    |
| 7.6 Motorcrash | 17 TP 7                    |
| 7.7 Regina     | 26 TP 7                    |
| 7.8 Regina     | 26 TP 7L                   |